# (18263) Анхиал
(18263) Анхиал (лат. 18263 Anchialos) — типичный троянский астероид Юпитера, движущийся в точке Лагранжа L4, в 60° впереди планеты. Астероид был открыт 25 сентября 1973 года голландскими астрономами К. Й. ван Хаутеном, И. ван Хаутен-Груневельд и Томом Герельсом в Паломарской обсерватории и назван в честь героя «Илиады» Анхиала (др.-греч. Αγχίαλος), убитого вместе с Менесфом Гектором.

Орбита астероида Анхиал и его положение в Солнечной системе